# I Gede Siman Sudartawa
I Gede Siman Sudartawa (Klungkung, 8 settembre 1994) è un nuotatore indonesiano, specializzato nel dorso.
Sudartawa ha rappresentato il proprio paese ai Giochi olimpici di Londra 2012, gareggiando nei 100 metri dorso. In occasione della cerimonia d'apertura delle Olimpiadi è stato il portabandiera nazionale.
Dal 2013 ha preso ad ogni edizione dei Mondiali di nuoto. Durante Mondiali di Budapest, è stato il primo indonesiano in assoluto a raggiungere una semifinale. Nel 2019 ha gareggiato anche ai Mondiali di Gwangju e alle Universiadi di Napoli.

## Palmarès
- Campionati asiatici

Tokyo 2016: bronzo nei 50m dorso.
- Giochi del Sud-est asiatico

Giacarta 2011: oro nei 50m dorso, nei 100m dorso, nei 200m dorso e nella 4x100m misti.
Naypyidaw 2013: oro nei 100m dorso e nella 4x100m misti e argento nei 200m dorso.
Singapore 2015: argento nei 50m dorso, nei 100m dorso e nella 4x100m misti.
Kuala Lumpur 2017: oro nei 50m dorso e nella 4x100m misti, argento nei 100m dorso e bronzo nella 4x100m sl.
- Campionati di nuoto del Sud-est asiatico:

Singapore 2012: oro nei 50m dorso, nei 100m dorso, nei 200m dorso e nella 4x100m misti.
- Giochi della solidarietà islamica

Palmbang 2013: oro nei 50m dorso e nei 100m dorso, argento nei 200m dorso e nella 4x100m misti.
Baku 2017: oro nei 50m dorso e nei 100m dorso e argento nella 4x100m misti.